# 11444 Peshekhonov
11444 Peshekhonov eller 1978 QA2 är en asteroid i huvudbältet som upptäcktes den 31 augusti 1978 av den rysk-sovjetiske astronomen Nikolaj Tjernych vid Krims astrofysiska observatorium på Krim. Den har fått sitt namn efter Vladimir Grigor'evich Peshekhonov.